# Station Rotherhithe
Station Rotherhithe is een station van London Overground aan de East London Line. Het metrostation, dat in 1884 is geopend, ligt in de wijk Rotherhithe. Het station is gebouwd in de oorspronkelijke schacht aan het einde van de Thames Tunnel.
Shoreditch · Whitechapel · Shadwell · Wapping · Rotherhithe · Canada Water · Surrey Quays · New Cross · New Cross Gate 